# Segerstads kyrka, Västergötland
Segerstads kyrka är en kyrkobyggnad i Hornborga församling (före 2006 Segerstads församling) i Skara stift. Den ligger i en ålderdomlig bymiljö i norra delen av Falköpings kommun.

## Kyrkobyggnad
Kyrkan är en av de tidigaste och minsta empirkyrkorna och byggdes 1804 ett tiotals meter norr om en tidigare medeltida kyrka från 1200-talet. Flera renoveringar har företagits på den nuvarande kyrkan, bland annat 1887 och 1954.

## Inventarier
- Altartavlan, målad av Olle Hjortzberg, föreställer "Jesus på förklaringsberget" tillkom 1954.
- Predikstolen i empirstil har tre symboler för de gudomliga dygderna: ankaret – hoppet, korset – tron och hjärtat – kärleken.
- Vid sidan av koret står en förgylld pendyl ovanpå en piedestal i gustaviansk stil, tillverkad av Erik Öman i Stockholm och skänkt till kyrkan 1807.
- En altartavla av sten tillverkad 1718 som kommer från den gamla kyrkan finns nu inmurad i korväggen.
- Kyrkan har två ljuskronor av malm och mässing och en kristallkrona från 1800-talet.

### Klockor
Storklockan har en kort inskrift som bör tolkas: niclis. Om detta avser gjutaren är ovisst.

### Orgel
Orgeln, placerad på läktaren i väster, byggdes 1960 av Nordfors & Co. Man återanvände därvid den gamla stumma fasaden från 1890. Instrumentet har tolv stämmor fördelade på två manualer och pedal.